# Saint-Saturnin, Lozère
Saint-Saturnin là một xã ở tỉnh Lozère trong vùng Occitanie, phía nam nước Pháp.